# Buka

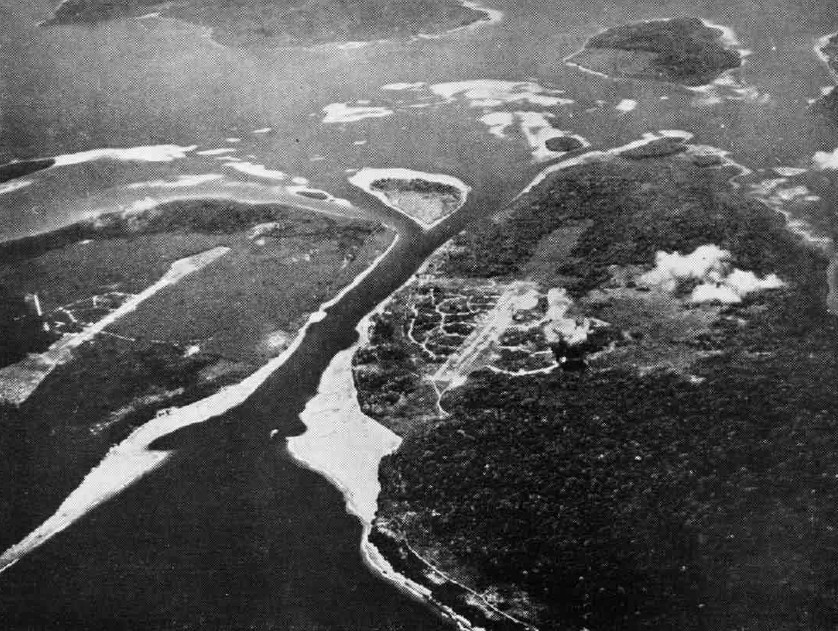
Japanische Flugplätze auf Buka und Bougainville 1943

Buka (früher auch Bouka) ist eine etwa 500 km² große Insel im Pazifischen Ozean. Sie gehört geographisch zum Archipel der Salomon-Inseln, politisch bildet sie zusammen mit ihrer 8.800 km² großen Nachbarinsel Bougainville die einzige autonome Region von Papua-Neuguinea (Autonome Region Bougainville). Buka hat (Stand 2011) 53.986 Einwohner.
Bis zum Erlangen der Autonomie 2005 war die Provinz unter dem Namen North Solomons Province (Nord-Salomonen-Provinz) bekannt.
Buka ist etwa 48 km lang und bis zu 15 km breit; der höchste Punkt erhebt sich 498 m über Meeresniveau. Die Insel liegt nördlich vor Bougainville und ist von dieser lediglich durch eine einen Kilometer breite Meeresstraße (Buka Passage) getrennt.

## Geschichte Bukas
Auf Buka werden ausschließlich austronesische Sprachen gesprochen. Die Bevölkerung an der Ostküste lebte in vor-kolonialer Zeit hauptsächlich am Fuße der Steilklippe, da dort der Zugang zum Meer als Nahrungsquelle und zu Wasserquellen einfacher war. Lediglich Gärten wurden auf dem Hochplateau angelegt und bei Bedarf aufgesucht. Nach Bau der Küsten-Straße oberhalb der Klippe hat sich der Bevölkerungsschwerpunkt allerdings vom Wasser weg auf die höher gelegene Ebene verschoben.
Im Rahmen einer abschließenden Erklärung Großbritanniens und des Deutschen Reichs über Gebietsansprüche in der Salomongruppe und auf den Shortlandinseln wurde Bouka am 6. April 1886 kaiserlich-deutsches Schutzgebiet. Am 15. Dezember wurde per Charter die Verwaltung der Insel an die Berliner Neuguinea-Kompagnie übertragen, zusammen mit derjenigen von Bougainville, Choiseul und Ysabel. Mit dem Samoa-Vertrag (1899) wurde der reichsdeutsche Anspruch bestätigt und Buka im Rahmen einer Verwaltungsreform ein Teil von Deutsch-Neuguinea, das es bis zum Ersten Weltkrieg blieb.
Während des Zweiten Weltkrieges war Buka zwischen den Streitkräften von Australien, den Vereinigten Staaten und Japan ein hart umkämpftes Gebiet im Südpazifik.
Die oft als Cargo-Kult bezeichnete Hahalis Welfare Society hatte in den Jahren vor der Unabhängigkeit wesentlich zur Entwicklung Bukas beigetragen. 1956 ging die australische Verwaltung schließlich gegen die Führer der Bewegung vor, als diese ihre Mitglieder aufforderten, sich der neu eingeführten Kopfsteuer zu verweigern. Die Society war ein Vorgänger der Unabhängigkeitsbewegung und anderer politischer und kultureller Vereine.